# (12790) Cernan
(12790) Cernan (1995 UT2) – planetoida z grupy pasa głównego asteroid okrążająca Słońce w ciągu 3,71 lat w średniej odległości 2,4 j.a. Odkryta 24 października 1995 roku.